# Knopmos-verbond
Het knopmos-verbond (Phasion) is een verbond uit de smaragdsteeltjes-orde (Barbuletalia).

## Naamgeving en codering
- Syntaxoncode voor Nederland (rVvN): r61Aa

De wetenschappelijke naam Phasion is afgeleid van de botanische naam van gewoon knopmos (Phascum cuspidatum).

## Onderliggende syntaxa in Nederland en Vlaanderen
Het knopmos-verbond wordt in Nederland en Vlaanderen vertegenwoordigd door vier associaties.
- - smaragdsteeltjes-associatie (Barbuletum convolutae)
  - kleigreppelmos-associatie (Dicranelletum variae)
  - kleimos-associatie (Tortuletum trunctatae)
  - parelmos-associatie (Weissietum controversae)

## Mycoflora
Het knopmos-verbond vormt een belangrijk habitat voor tal van kleine paddenstoelen, waaronder kleinsporig zilvermosschijfje.

## Fotogalerij

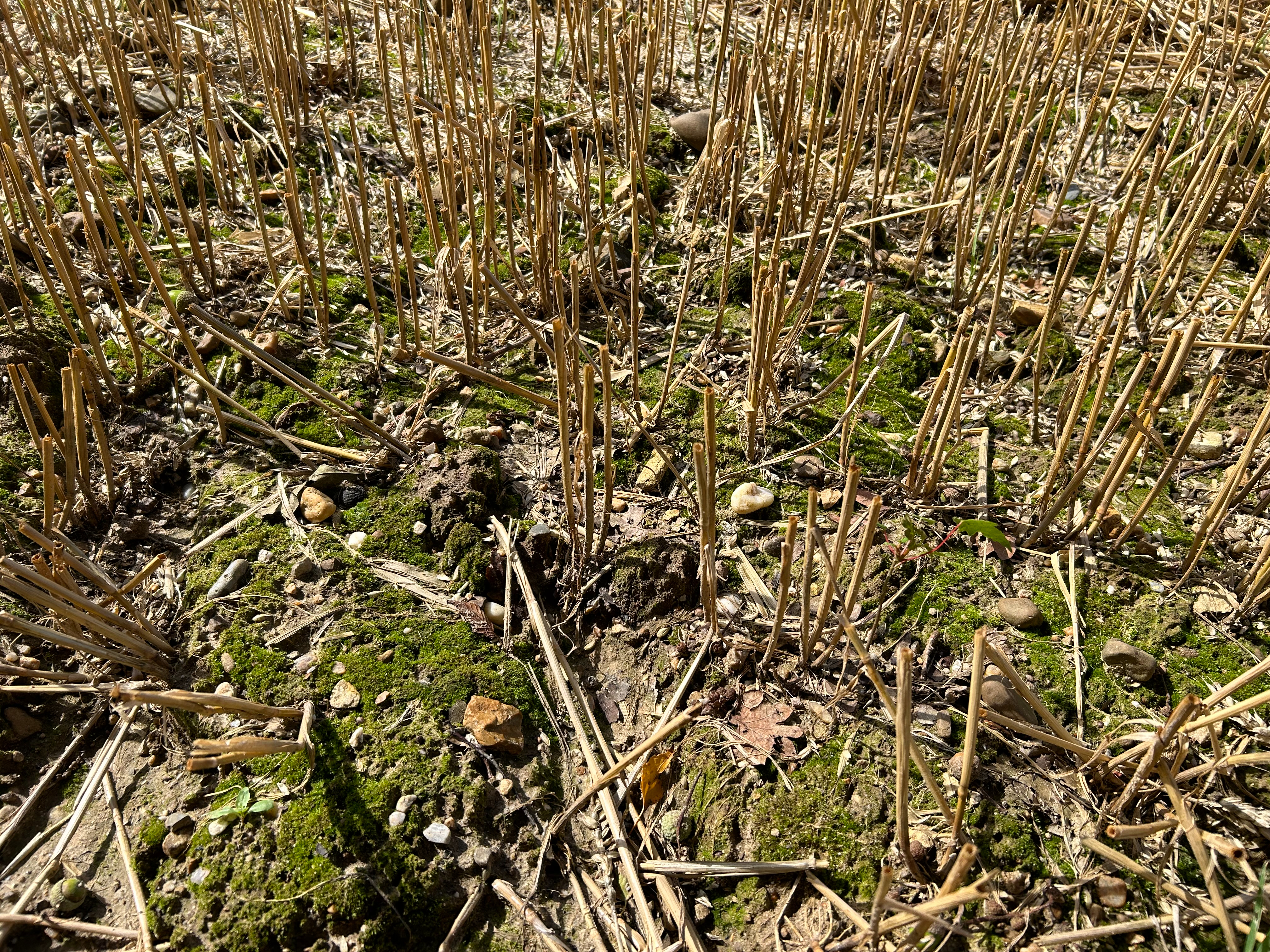
Vegetatie van het knopmos-verbond in een stoppelakker
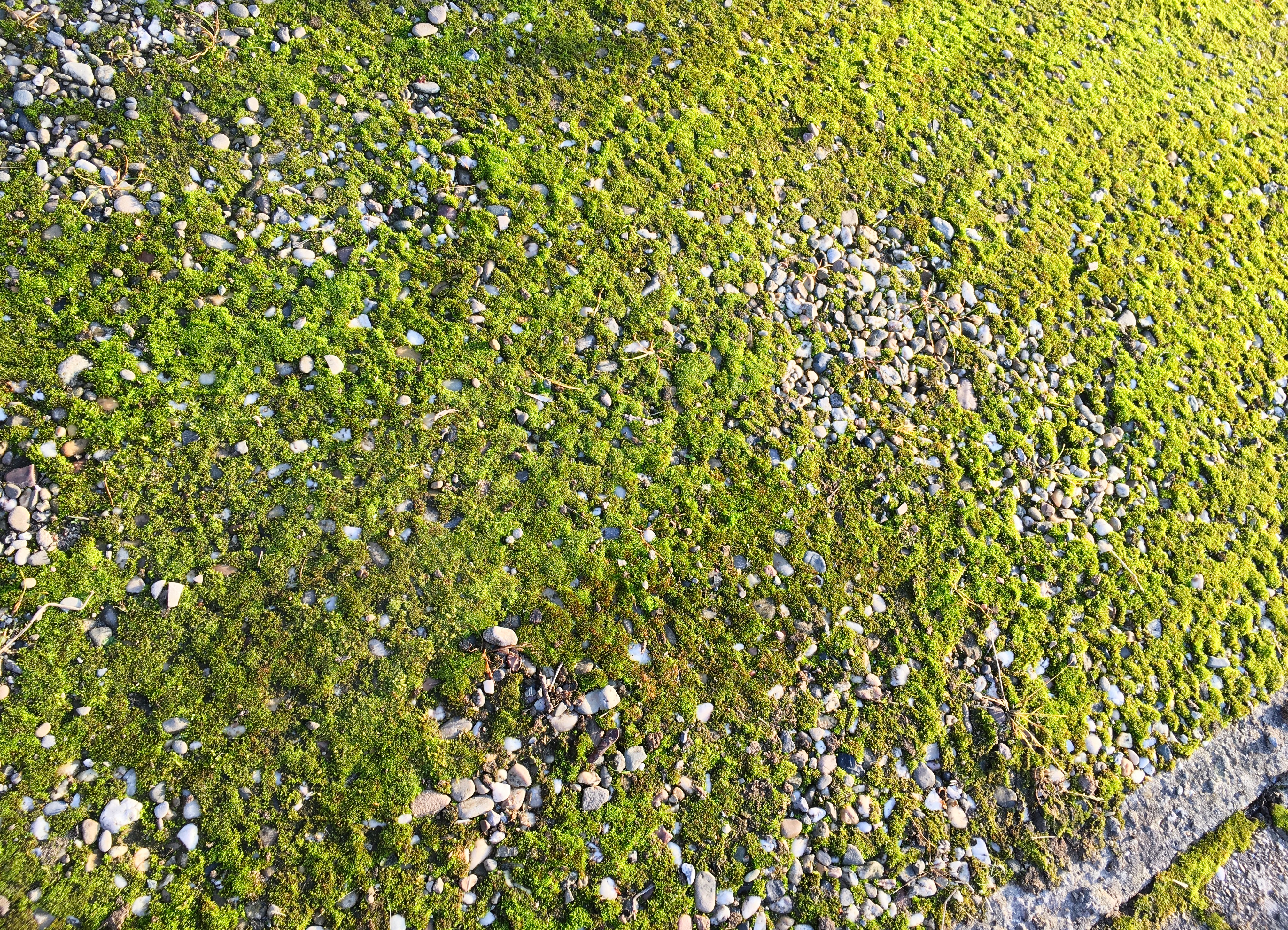
Typische subassociatie van de smaragdsteeltjes-associatie
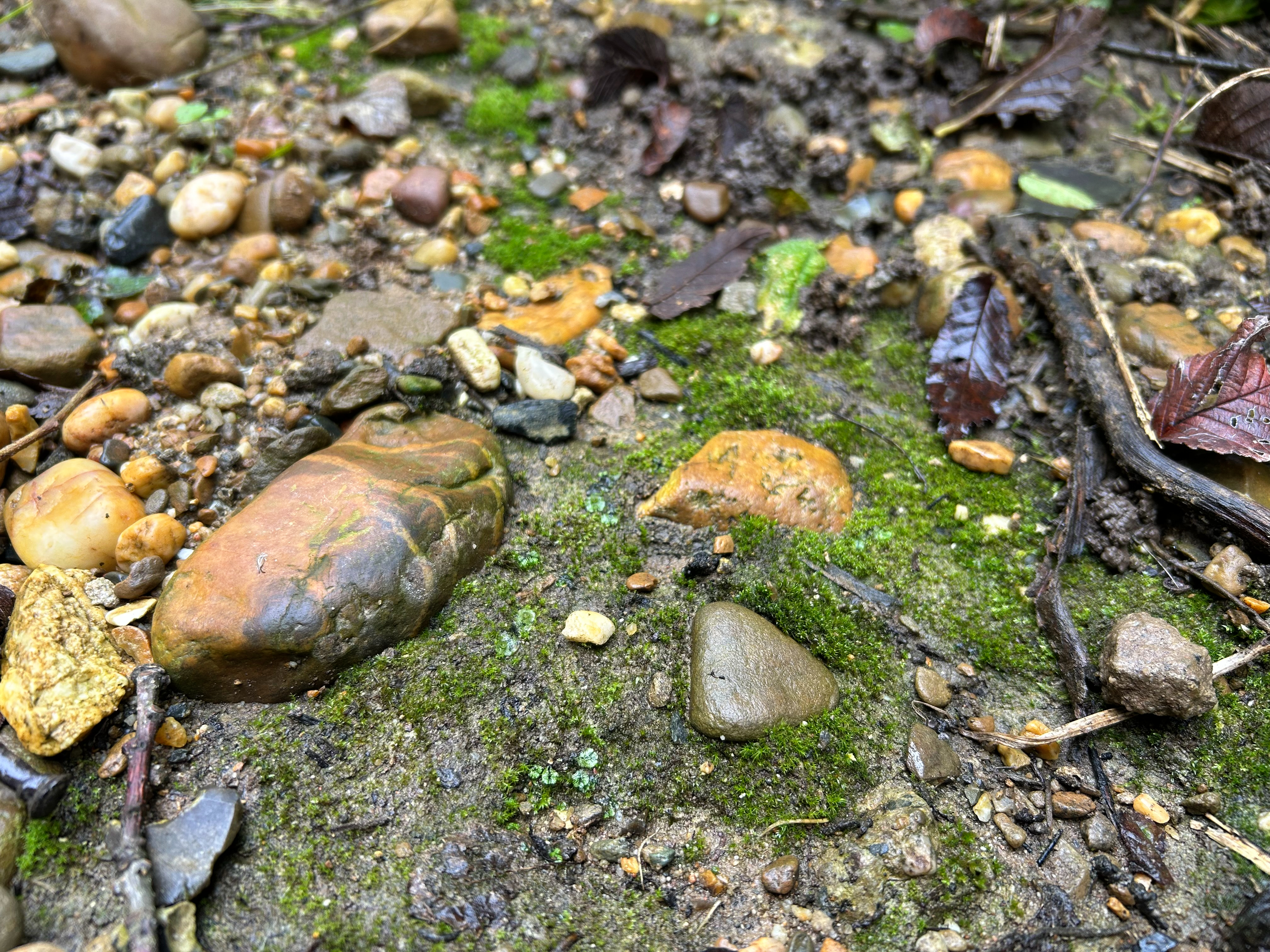
De kleigreppelmos-associatie aan de rand van een grindpad
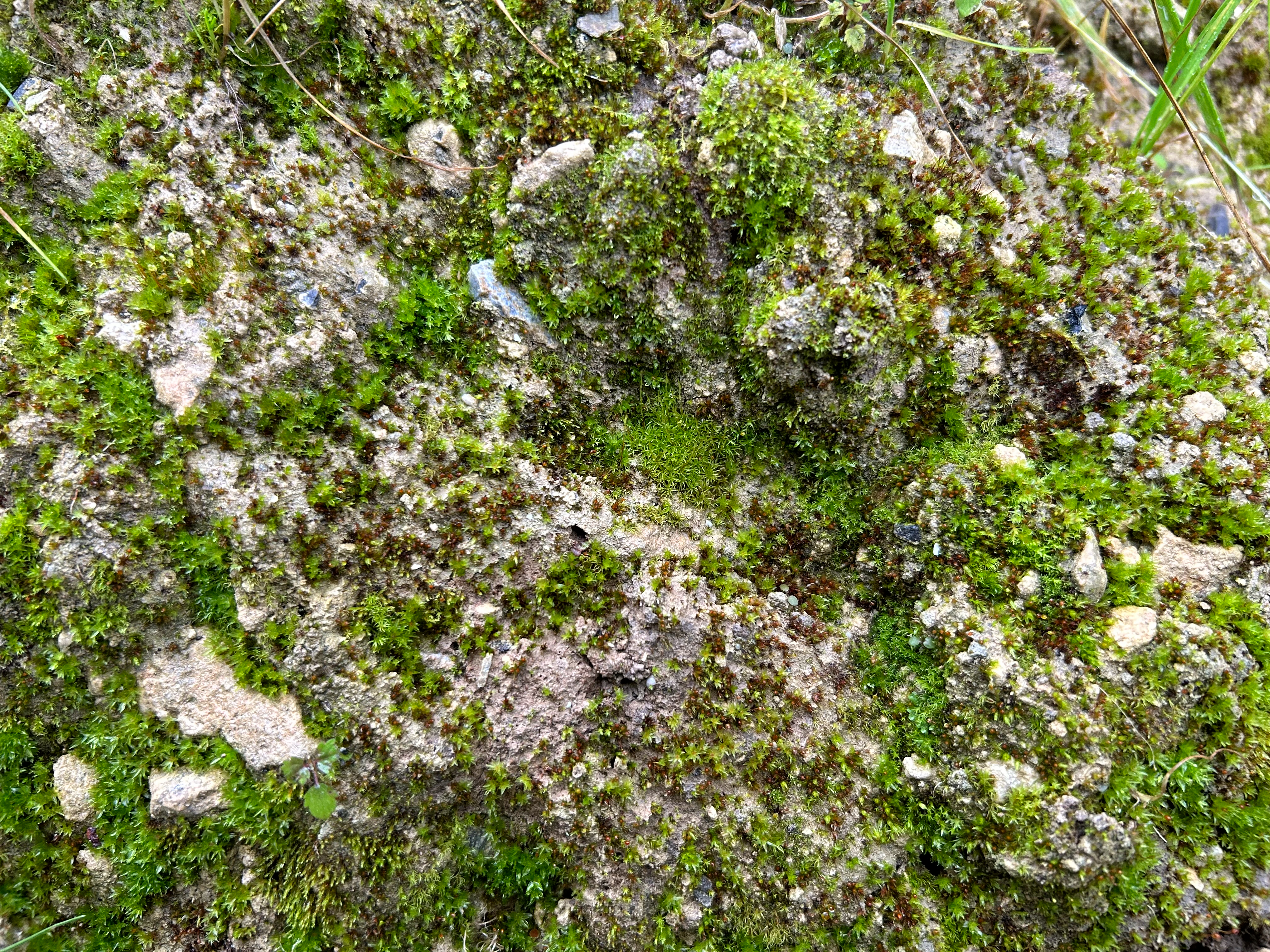
De kleimos-associatie